# Pia Baldisserri
Pia Lucia Baldisserri (Cesena, 23 aprile 1957) è un'ex tiratrice a volo italiana.

## Biografia
Nata a Cesena nel 1957, in carriera ha vinto 4 medaglie mondiali: un argento nel trap a squadre a Montecatini Terme 1985, insieme a Wanda Gentiletti e Paola Tattini, dove ha chiuso con 377 punti, dietro solo alla Cina, un bronzo sempre nel trap a squadre a Suhl 1986, in Germania Est, insieme a Wanda Gentiletti e Roberta Morara, dove ha ottenuto 411 punti, arrivando dietro a URSS e Cina, e due ori a Mosca 1990, sia nel trap individuale, vinto con 189 punti, sia in quello a squadre, dove ha trionfato con 414 punti, insieme a Roberta Pelosi e Paola Tattini.
A 31 anni ha partecipato ai Giochi olimpici di Seul 1988, nella gara di trap, mista uomini-donne, terminando al 46º posto con 134 punti.

## Palmarès

### Campionati mondiali
- 4 medaglie:
  - 2 ori (Trap individuale a Mosca 1990, trap a squadre a Mosca 1990)
  - 1 argento (Trap a squadre a Montecatini Terme 1985)
  - 1 bronzo (Trap a squadre a Suhl 1986)